# Забелин, Павел Александрович
Па́вел Алекса́ндрович Забе́лин (1911, Екатеринослав, Российская империя — 1950, Ленинград, СССР) — советский футболист и хоккеист. Защитник (футбол) и вратарь (хоккей).

## Карьера
В 1937 году играл за «Динамо» из Болшево. В чемпионате СССР 1938 года провёл 17 матчей за московское «Динамо». Дебютировал 15 июня во встрече против бакинского «Темпа». С 1939 по 1941 и с 1945 по 1947 год выступал за ленинградское «Динамо».
Играл на первом чемпионате СССР по хоккею с шайбой в составе ленинградского «Динамо».
В сезоне 1947/48 в составе
хоккейного клуба «Динамо» (Москва) стал бронзовым призёром чемпионата СССР по хоккею с шайбой. В сезоне сыграл 18 матчей на позиции вратаря. Пропустил 37 шайб. 
После одного сезона в Москве вернулся в ленинградское «Динамо».
Погиб, попав под трамвай в 1950 (по другим данным 1951) году.